# Movimento Al Socialismo (Argentina)
O Movimento al Socialismo (MAS) é um partido político trotskista argentino. 

## Historico
Fundado por Nahuel Moreno, em 1982, foi sucessor do Partido Socialista de los Trabajadores (Partido Socialista dos Trabalhadores, PST), que foi proibido pela ditadura militar (1976 -1983) .
Após o retorno à democracia, rapidamente conseguiu um peso militante relativo, alcançando a liderança sindical em cerca de 150 fábricas e, acima de tudo, recebendo mais de 400.000 votos em todo o país nas eleições presidenciais de 1989 participando da frene eleitoral Izquierda Unida , tornando-se a quinta força eleitoral logo atrás da União Cívica Radical, do Partido Justicialista, da Unión de Centro Democrático e da Confederación Federalista Independiente, conseguindo obter uma cadeira na Câmara dos Deputados, que foi ocupado por Luis Zamora .
Após a morte de Moreno em 1987, brigas internas eclodiram levando à fragmentação do partido, surgindo, assim, antes das eleições de 1989 o Partido de Trabajadores por el Socialismo (Partido dos Trabalhadores pelo Socialismo, PTS) em 1988, em seguida, o Movimiento Socialista de los Trabajadores (Movimento Socialista dos Trabalhadores, MST) em 1992 a Convergência Socialista (CS), a Frente Obrero Socialista (Frente Operária Socialista, FOS), a Liga Socialista Revolucionaria (Liga Socialista Revolucionária, LSR) e a Unión Socialista de los Trabajadores (União Socialista dos Trabalhadores, UST). Com o tempo mais fraturas foram ocorrendo entre estes partidos surgidos do MAS como a Izquierda Socialista (Esquerda Socialista, IS) e a Izquierda de los Trabajadores (Esquerda dos Trabalhadores, IT).